# Nowe Czarnowo (osada)
Nowe Czarnowo – osada w Polsce, położona w województwie zachodniopomorskim, w powiecie gryfińskim, w gminie Gryfino. 
W latach 1975–1998 miejscowość administracyjnie należała do województwa szczecińskiego.